# Ключев, Владимир Иванович
Владимир Иванович Ключев (1925—2002) — советский и российский учёный, доктор технических наук, профессор.
Автор ряда трудов и 25 авторских свидетельств.

## Биография
Родился в 1925 году.
Учился в школе, когда началась Великая Отечественная война. После окончания войны, участником которой он был, Владимир поступил в Московский энергетический институт, который окончил в 1952 году. Продолжил обучение в аспирантуре и в 1955 году защитил кандидатскую диссертацию. После этого занялся работами по модернизации и разработке экскаваторных электроприводов; с 1965 года возглавил эти работы. Опыт и результаты первых практических работ в этой области приводов был отражен в написанной совместно с Ю. Я. Вулем и Л. В. Седаковым книге «Наладка электроприводов экскаваторов». Первой крупной теоретической монографией самого Ключева стала книга «Ограничение динамических нагрузок электропривода», в которой развит и обобщен анализ физических проблем, от решения которых зависело дальнейшее успешное развитие экскаваторных электроприводов.
Итогом многолетних научных исследований и разработок Владимира Ивановича явилось создание серии многофункциональных тиристорных преобразователей — ПТЭМ (преобразователь тиристорный экскаваторный моноблочный). ПТЭМ и в настоящее время широко применяются в НКУ (низковольтное комплектное устройство) производства ОАО «Рудоавтоматика» для экскаваторов ЭШ-6, ЭКГ-8, ЭКГ-8и, ЭКГ-10, ЭКГ-10Р, ЭШ-10/70.
Наряду с научно-производственной деятельностью, В. И. Ключев занимался и преподавательской, которая началась в 1954 году с должности ассистента. С 1960 по 1970 годы он – доцент, а с 1971 года (после защиты докторской диссертации) – профессор кафедры Автоматизированный электропривод (АЭП) Московского энергетического института. Он стал основателем и разработчиком дисциплины «Теория электропривода», которая читается студентам с 1975 года. Им написан одноименный учебник, выдержавший три издания в России и одно – в Болгарии. Ключевым подготовлено 24 кандидата технических наук и 2 доктора технических наук – Л. Я. Теличко и А. Я. Микитченко.
Умер в 2002 году.

## Заслуги
- Награжден орденом Отечественной войны I степени и медалями, в числе которых медаль «За отвагу».
- Бронзовая медаль ВДНХ СССР (за разработку преобразователей тиристорных экскаваторных моноблочных — ПТЭМ).
- Удостоен Почетной грамоты Президиума Верховного Совета РСФСР «За трудовые успехи» и звания «Заслуженный деятель науки и техники РФ»[3].